# Viktorina Kapitonova
Viktorina Kapitonova, née le 30 juin 1985 à Tcheboksary (URSS), est une ballerine russe. Elle est étoile du Ballet de Zurich.

## Jeunesse et éducation
Kapitonova est née à Tcheboksary, une ville au nord de la Tchouvachie, une république régionale de Russie. Fille aînée d’apiculteurs, elle a commencé à étudier le ballet à l'âge de neuf ans dans une école locale.

## Carrière
À l’âge de 12 ans, Kapitonova est acceptée à la Kazan Ballet School. Là, dans la Maison de l’Opéra de Dzhalilja en 2005, elle danse des rôles en solo dans Le Lac des cygnes, La Belle au bois dormant, Don Quichotte, La Bayadère, Coppélia et Casse-Noisette. Elle a remporté le prix du « Jeune Ballet de Russie » et l’« Arabesque ». Kapitonova a également été invitée à se former au Théâtre Bolchoï de Moscou dans le cadre d'un programme de formation.
En 2008, elle est partie au Théâtre académique musical de Moscou de Constantin Stanislavski et Vladimir Nemirovitch-Dantchenko, avant d'accepter une offre de Heinz Spoerli pour danser au Ballet de Zurich en tant que danseuse principale. Elle a été danseuse invitée à l'Opéra de Zagreb pendant 2 semaines dans le rôle principal du Lac des cygnes.
Sous la célèbre chorégraphe suisse et le directeur artistique Heinz Spoerli, Kapitonova a dansé des chorégraphies de style moderne et des rôles principaux de ballets classiques, aboutissant à Odile/Odette de Spoerli dans sa version du Lac des cygnes. En 2012, Kapitonova a dansé pour le Farewell Gala de Spoerli en Suisse.
Kapitonova a travaillé avec les chorégraphes suivants : Derek Deane, Patrice Bart, Nacho Duato, Douglas Lee, Wayne McGregor, Edward Clug, Hans van Manen, Iouri Grigorovitch, Mats Ek, William Forsythe, Paul Lightfoot et Jiří Kylián.
En 2014, au Ballet de Zurich, le directeur Christian Spuck a créé un nouveau ballet intégral de Léon Tolstoï, Anna Karénine, pour Kapitonova.
Kapitonova a remporté le « Prix de ballet Friends de Zürich » pour la meilleure ballerine de la saison 2014-15, pour sa présence sur scène, sa technique et son impact sur la scène.
Kapitonova donne souvent des représentations comme une artiste invitée dans des galas internationaux de ballet, comme Roberto Bolle & Friends et le Gala de Danse international de Marika Besobrasova.